# Don't Waste Your Time
«Waste Your Time» (en español: «No pierdas tu tiempo») es una canción de la artista estadounidense Kelly Clarkson y el segundo sencillo europeo de su álbum My December.

## Video musical
El video musical fue dirigido por Roman White y Randy Brewer y fue lanzado vía internet en el sitio "White's" el 5 de octubre de 2007.
El video ha sido comparado con el de Sweet Sacrifice de Evanescence, ya que el vestido tiene cierta similitud. En el video, Clarkson interpreta a una mujer encerrada en un castillo y un hombre parece buscarla aunque le es imposible debido a ramas de árboles animadas que se lo impiden.

## Listado de canciones
- Descarga digital

| Descarga digital |                         |                                     |               |          |  |
| N.º              | Título                  | Escritor(es)                        | Productor(es) | Duración |  |
| 1.               | «Don't Waste Your Time» | Clarkson • Rinman • Messer • Pardon | David Kahne   | 3:34     |  |

- CD Promocional n.º 1

| CD Promocional n.º 1 |                         |                                     |               |          |  |
| N.º                  | Título                  | Escritor(es)                        | Productor(es) | Duración |  |
| 1.                   | «Don't Waste Your Time» | Clarkson • Rinman • Messer • Pardon | David Kahne   | 3:34     |  |
| 2.                   | «Fading»                | Clarkson • Kahne • Pardon • Rinman  | David Kahne   | 2:52     |  |

- CD Promocional n.º 2

| CD Promocional n.º 2 |                         |                                     |               |          |  |
| N.º                  | Título                  | Escritor(es)                        | Productor(es) | Duración |  |
| 1.                   | «Don't Waste Your Time» | Clarkson • Rinman • Messer • Pardon | David Kahne   | 3:34     |  |
| 2.                   | «Fading»                | Clarkson • Kahne • Pardon • Rinman  | David Kahne   | 2:52     |  |
| 3.                   | «Maybe» (Sesiones AOL)  | Clarkson • Eubanks • Messer         | David Kahne   | 4:23     |  |

## Posiciones
El sencillo llegó a posiciones respetuosas en Bulgaria e Indonesia, siendo uno de los 40 mejores sencillos. En Alemania llegó a la posición #93, debido a mala promoción. Aunque en Irlanda, el sencillo llegó a la posición #1 en febrero de 2008.
Bulgaria Chart- #39
Alemania Chart- #93
Irlanda Chart- #1
- Datos: Q2365375

## Créditos
| - Primera voz - Kelly Clarkson - Guitarras - Jimmy Messer - Bajo - Billy Mohler - Teclados - Jason Halbert • David Kahne - Batería - Shawn Pelton | - Productor - David Kahne - Coproducción - Jimmy Messer • Jason Halbert - Programación - David Kahne • Jason Halbert - Arreglos musicales - Jimmy Messer - Grabación - Mower Studios (Pasadena, CA) |